# Chaetachme
Chaetachme je monotipski biljni rod iz tropske i južne Afrike i otoka Madagaskara. Jedina vrsta je drvo ili grm narodno nazvano trnoviti brijest (thorny elm, C. aristata), jer je ova vrsta nekada uključivana u porodicu brjestovki, a danas u konopljovke.
Kod lokalnog stanovništva korijen, listovi i kora koristi se u medicinske svrhe (laksativ i ublažavanje boli), a drvo za izradu glazbenih instrumenata i igračaka

## Sinonimi
- Celtis appendiculata E.Mey. ex Planch.
- Celtis subdentata E.Mey. ex Planch.
- Chaetachme madagascariensis Baker
- Chaetachme meyeri Harv.
- Chaetachme microcarpa Rendle
- Chaetachme nitida Planch. & Harv.
- Chaetachme serrata Engl.
- Bosqueia spinosa Engl.